# Juan Navarro-Reverter Gomis
Juan Navarro-Reverter y Gomis (Valencia, 1874-Madrid, 1933) fue un abogado y político español.

## Biografía
Hijo del político y varias veces ministro Juan Navarro Reverter y de su esposa, Teresa Gomis y Ferrer. Se licenció en Derecho por la Universidad Central de Madrid, y gracias a los oficios de su padre fue elegido diputado al Congreso por el Partido Liberal por el distrito electoral de Segorbe-Viver en las elecciones generales de 1903, 1905, 1907, 1910, 1914 y 1916, y dentro de la facción liberal-demócrata de Manuel García Prieto en las de 1918, 1919, 1920 y 1923. Durante estos años fue secretario del Congreso de los Diputados en 1905, director general de Prisiones (1910-1911), director general de Correos y Telégrafos y gobernador civil de la provincia de Madrid (1922-1923). Cuando se proclamó la dictadura de Primo de Rivera se retiró de la política.
Falleció en Madrid el domingo 17 de diciembre de 1933.